# Hyposidra maculipennis
Hyposidra maculipennis är en fjärilsart som beskrevs av W. Warren 1896. Hyposidra maculipennis ingår i släktet Hyposidra och familjen mätare. Inga underarter finns listade i Catalogue of Life.